# 三重県立宇治山田高等学校
三重県立宇治山田高等学校（みえけんりつ うじやまだこうとうがっこう）は、三重県伊勢市浦口に所在する県立高等学校。

## 概要
三重県第四尋常中学校に始まり、旧制宇治山田中学と宇治山田高等女学校を前身とする県下有数の伝統校である。「自主・自立」を学校の目標としている。往年と比べると、近年（とりわけ学校群制度解消後）の進学実績面での成果は振るわない。1995年（平成7年）の伊勢高校との三群解消後は、自然科学コースの導入（2005年（平成17年）度募集停止）や2学期制の導入、入試での複合選抜と習熟度別授業の実施、全普通教室への空調設備設置など、学習面での指導体制と環境整備を進めている。また、伝統的に自由で伸び伸びとした校風で知られているが、近年は生徒指導を強化しつつある。斬新な「プラチナの陽はふりそそぎ」で始まる校歌は、草野心平作詞・深井史郎作曲、ヘ短調で始まり曲の中途でヘ長調に転調する。通称は「山高」（やまこう）。
創立当初から自由の校風であったわけではなく、大正時代初期の第四中学校は、風紀の取り締まりに厳しかったと当時の生徒が証言している。服装指導はもちろん、時計の所持禁止、映画館・劇場の出入り禁止、さらには文芸書を読むことまで禁止されていた。こうした教師による締め付けに対し、生徒は学年を挙げてのボイコットを敢行したり、地元紙の吃驚新聞に教師を揶揄する数え歌を投稿するなどして抵抗した。特に岩田準一は上述の校則を尽く破っていたが、必ず相手を納得させてしまう理由を準備して教師に対峙したため、他の生徒よりも大目に見られていた。

### 設置学科
- 普通科

### 規模
生徒数
2022年（令和4年）4月1日現在。
- 1年生：200人
- 2年生：198人
- 3年生：234人

施設
3棟の校舎、体育館、武道館、多目的ホール、運動場、テニスコートなど。全教室に空調設備が整備されている。

## 沿革

### 私立淑徳学舎～三重県宇治山田高等女学校
- 1897年 - 私立淑徳学舎創立。
- 1903年 - 町に移管され山田町立淑徳女学校と改称。
- 1912年 - 市制施行により宇治山田市立実科高等女学校と改称。
- 1915年 - 宇治山田市立高等女学校と改称。
- 1919年 - 県に移管され三重県宇治山田高等女学校と改称。

### 三重県第四尋常中学校～三重県立宇治山田中学校
- 1899年 - 三重県第四尋常中学校創立。
- 1901年 - 三重県立第四中学校と改称。
- 1915年 - 第1回全国中等学校優勝野球大会に出場（山田中の通称名で出場）。
- 1919年 - 三重県立宇治山田中学校と改称。
- 1945年7月29日 - 宇治山田空襲により被災。

### 三重県宇治山田高等学校～三重県立宇治山田高等学校
- 1948年 - 学制改革により宇治山田中学校と宇治山田高等女学校が統合、三重県宇治山田高等学校となる。
- 1955年 - 三重県立宇治山田高等学校と改称。
- 1956年 - 三重県立伊勢高等学校の創立に伴い、女子生徒のみ受け入れることとなる。
- 1958年 - 男子生徒の受け入れ再開。
- 1974年 - 学校群制度導入に伴い、三重県立伊勢高等学校と共に第3学校群を編成。
- 1995年 - 学校群を解消し単独選抜に戻る　普通科に自然科学コースを設置。
- 1999年 - 創立100周年記念事業。
- 2005年 - 2学期制を導入　自然科学コースの募集停止。
- 2008年 - 制服を制定　県立高校入試制度の改編に伴い、入試を前期と後期に分けて二元化。
- 2009年 - 創立110周年記念事業。[6]
- 2019年 - 創立120周年記念事業。[7]

## 部活動
2024年（令和6年）4月1日現在。

### 本部直属クラブ
- 応援部
- 吹奏楽部
- 放送部

### 運動クラブ
- 柔道部
- 剣道部
- 硬式野球部
- 軟式野球部
- バスケットボール部
- バレーボール部
- バドミントン部
- サッカー部
- 硬式テニス部
- ソフトテニス部
- 卓球部
- 陸上部

### 文化クラブ
- インターアクト部
- 合唱部
- 書道部
- 美術部
- 写真部
- 英語部
- 歴史部
- 文芸部
- 生物部[9]
- 天文部
- 家庭部
- コンピュータ部
- 茶道部
- 華道部
- 漫画研究部
- 囲碁部

## 著名な出身者

### 前身校
- 岩田準一 - 画家・風俗研究家[10]
- 梅川文男 - プロレタリア文学者・政治家
- 江口渙 - 小説家
- 小川修次 - 元日本特殊陶業社長
- 小津安二郎 - 映画監督
- 梶井基次郎 - 作家（転学→大阪府立北野中学校（現）北野高等学校へ）
- 嶋田的浦 - 俳人
- 竹内浩三 - 詩人
- 田村元 - 元衆議院議長
- 田村秢 - 弁護士、衆議院議員
- 中山伊知郎 - 経済学者
- 西村幸生 - 元プロ野球選手（阪神タイガース）
- 橋本清吉 - 元衆議院議員、岡山県知事、内務省警保局長
- 山田みづえ - 俳人
- 渡辺淳 - 評論家
- 田中隆三 - 編集者、電気車研究会初代社長[11]

### 宇治山田高校
- 井阪健一 - 前大阪経済大学理事長、元野村証券副社長、元東京証券取引所副理事長、平和不動産相談役・前社長
- 石井智 - 元衆議院議員
- 倉野信次 - 元プロ野球選手・コーチ（福岡ソフトバンクホークス）
- 小林秀雄 - 作曲家
- 齋藤平 - 日本語学者
- 世古口哲哉 - 元明和町長
- 中西崇文 - 情報学者、武蔵野大学准教授。
- はやみねかおる - 児童文学作家
- 藤田紘一郎 - 寄生虫学者
- 藤波孝生 - 元内閣官房長官
- 寺下薫 - ビジネス書作家
- 山村健-元衆議院議員
- 宮本徳蔵 - 作家

## その他

### 出身中学校
出身中学校別生徒数
上位5校まで、3学年の合計。
2022年（令和4年）4月1日現在。
1. 伊勢市立小俣中学校：57名
2. 明和町立明和中学校 (三重県)：51名
3. 志摩市立文岡中学校：35名
4. 伊勢市立伊勢宮川中学校：34名
5. 鳥羽市立鳥羽東中学校：34名